# Abasolo (Nuevo León)
Abasolo es una localidad del estado mexicano de Nuevo León. Es cabecera del municipio de Abasolo.

## Demografía
| Censo | Población |
| ----- | --------- |
| 1900  | 472       |
| 1910  | 451       |
| 1921  | 381       |
| 1930  | 307       |
| 1940  | 263       |
| 1950  | 251       |
| 1960  | 207       |
| 1970  | 302       |
| 1980  | 592       |
| 1990  | 1276      |
| 1995  | 1780      |
| 2000  | 2411      |
| 2005  | 2698      |
| 2010  | 1976      |
| 2020  | 1992      |